# Елизабет фон Лайнинген
Елизабет фон Лайнинген (на немски: Elisabeth von Leiningen; Elisabeth von Schaumburg; † 20 юни между 1235 и 1238) от род Лайнинген е графиня на Шаумбург и чрез женитба графиня на Насау.

## Произход
Тя е дъщеря и сънаследничка на граф Емих III фон Лайнинген († 1187) и съпругата му Елизабет/Елиза († 1179). Сестра е на граф Фридрих I († ок. 1212), Херман († 1179), Еберхард († сл. 1179), Алверадис († сл. 1235), омъжена за граф Зигфрид III фон Клееберг († 1196), и Лиутгард фон Лайнинген († сл. 1239), наследничка на Лайнинген, омъжена 1196 г. за граф Симон II фон Саарбрюкен († сл. 1207).

## Фамилия
Елизабет фон Лайнинген се омъжва пр. 1169 г. за Рупрехт III фом Насау „Войнствения“ († 1191 в Палестина), вторият син на граф Арнолд I фон Лауренбург († ок. 1148). През 1189 г. Рупрехт III е императорски знаменосец в Третия кръстоносен поход (1189 – 1190) и на връщане през 1191 г. умира в Светата земя. Те имат две деца:
- Херман фон Насау († 16 юли пр. 1206), граф на Насау (1190 – 1192), от 1192 г. каноник в „Св. Петър“ в Майнц
- Луитгард фон Насау (* ок. 1175/1180; † пр. 1222), омъжена I. между 1197 и 1202 г. за Гебхард IV фон Кверфурт, 4. бургграф на Магдебург (* ок. 1150/1155; † сл. 21 август 1213/ пр. 1216), II. пр. 1217 г. за граф Херман V фон Вирнебург (* пр. 1209; † сл. 1254)

## Галерия
- Герб на графовете фон Шаумбург
- Герб на графовете фон Насау